# Comunanza Capriasca/Lugano
La Comunanza Capriasca/Lugano è un'area comune (comunanza) nel distretto di Lugano, nel Canton Ticino, in Svizzera . 

## Affiliazione politica
Il territorio di pochi ettari è condiviso da due comunità: Capriasca e Lugano . La comunanza Capriasca/Lugano è gestita dall'Ufficio federale di statistica con il numero municipale 5394 (fino al 31 dicembre 2003: 5238). 

## Denominazione
Fino alla fusione del comune di Corticiasca con Capriasca il 20 aprile 2008, la comunanza era di proprietà comune di Corticiasca e Valcolla ed era quindi chiamata Comunanza Corticiasca/Valcolla. Tra il 20 aprile 2008 e il 14 aprile 2013 (fusione del comune di Valcolla con la città di Lugano), fu chiamato Comunanza di Capriasca/Valcolla. 

## Geografia
L'area montana disabitata è costituita da una stretta striscia di terreno (circa 150 m), che risale a 1280 m circa sul livello del mare. Si estende lungo il pendio orientale della Valle di Scareglia. 